# Lotus herbaceus
Lotus herbaceus, syn. Dorycnium herbaceum — вид квіткових рослин з родини бобових (Fabaceae).

## Біоморфологічна характеристика
Це багаторічна трав'яниста рослина 20–70 см заввишки. Стебла злегка дерев'янисті при основі, від лежачих до висхідних, малорозгалужені. Листки чергові, сидячі, пальчасто-складчасті, п'ятискладові. Листочки майже сидячі, 5–22 × 3–8 мм, цілокраї, рідко розріджено запушені. Квітки ростуть у 12–26 квіткових головах. Чашечка запушена, злегка двогуба, з трикутними, удвічі коротшою за трубку зубцями. Пелюстки від білого до злегка рожевого кольору. Плід — стручок з одним насінням. Насіння сферичне чи еліпсоїдне, 2.1–2.5 × 1.7–2 мм, поверхня блискуча, гладка, від оливково-зеленої до коричневої. 2n=14.

## Поширення
Поширення: Євразія від Франції до Ірану.
В Україні вид росте на галявинах, у чагарниках, на відкритих схилах — у гірському Криму та біля Євпаторії